# Cheyenne's Pal
Pour plus de détails, voir Fiche technique et Distribution.
Cheyenne's Pal est un court-métrage muet américain réalisé par John Ford, sorti en 1917.
Ce film est maintenant considéré comme perdu.

## Synopsis
Selon la description d'une revue de cinéma, Noisy Jim (Corey), un officier britannique, est impatient d'acheter Cactus Peter, le cheval de Cheyenne Harry (Carey), mais celui-ci refuse de le vendre.
Harry rencontre Flora Belle (Astor) une nuit au dancing. Comme c'est le jour de la paie, Harry dépense tout son argent pour la conquérir, mais lorsqu'il se retrouve sans le sou elle se détourne de lui.
En colère, Harry sort vendre Cactus Peter à Noisy Jim et revient avec l'argent. En se réveillant le jour suivant, il réalise ce qu'il a fait, est pris de regrets et court récupérer son cheval. Il vole le cheval, mais est arrêté et condamné à mort pour son acte.
Alors qu'approche l'heure fatale, l'officier britannique retire sa plainte et Harry est libéré.

## Fiche technique
- Titre : Cheyenne's Pal
- Titre français : Cheyenne's Pal
- Réalisation : John Ford
- Scénario : Charles J. Wilson
- Société de production et de distribution : The Universal Film Manufacturing Company
- Pays de production :  États-Unis
- Format : Noir et blanc - 35 mm - 1,37:1 - Film muet
- Genre : western
- Durée : 20 minutes
- Date de sortie :
  - États-Unis : 13 août 1917

## Distribution
- Gertrude Astor
- Harry Carey : Cheyenne Harry
- Pete Carey : Cactus
- Jim Corey :  Noisy Jim
- Hoot Gibson,  Ed Jones, Vester Pegg, Steve Pimento, William Steele : cow boys